# W Aquilae
 W Aquilae är en pulserande variabel av Mira Ceti-typ i stjärnbilden Örnen.
Stjärnan varierar mellan visuell magnitud +7,3 och 14,3 med en period av 490,43 dygn.
W Aquilae är en dubbelstjärna med följeslagaren på 160 AU:s avstånd.